# Méounes-lès-Montrieux
Méounes-lès-Montrieux, település Franciaországban, a Provence-Alpes-Côte d’Azur régióban, Var megyében.

## Fekvése
Brignolestől mintegy 20 km-re délre fekvő település, és alig több mint 20 km-rel északra található erdős tölgy és Aleppóifenyő borította felvidéktől a Massif de la Sainte-Baume-tól.

## Története
Méounes és környéke már gall-római időszakban lakott terület volt.
1060-ban Molna néven említették, neve valószínűleg kelta eredetű. 1252-ben mát temploma is állt.
Az itteni híres kolostort a 14. században Gérard Petrarca, a híres olasz költő Francesco Petrarca testvére vezette.

## Nevezetességek
- Méounes-lès-Montrieux történelmi központja - a régi utcák látványa nagyon festői. Különösen érdekes a szökőkút, a legtöbb épült a 17. és 18. században épült különleges történelmi emlék. A településen kívül láthatók a régi falu Montrieux-le-Vieux romjai.
- Nagyboldogasszony plébánia templom - 16. századi, román és gótikus elemekkel. A templomot kövek kövei egy ősi gall-római templom maradványaiból valók.
- Karthauzi kolostor - két részből áll: az egyik a  Montrieux-le-Vieux-i erdő közepén áll. A másik, Montrieux-le-Jeune sokkal nagyobb része volt és a 12. században épült, átépítették, a 17. és a 19. században.

## Galéria

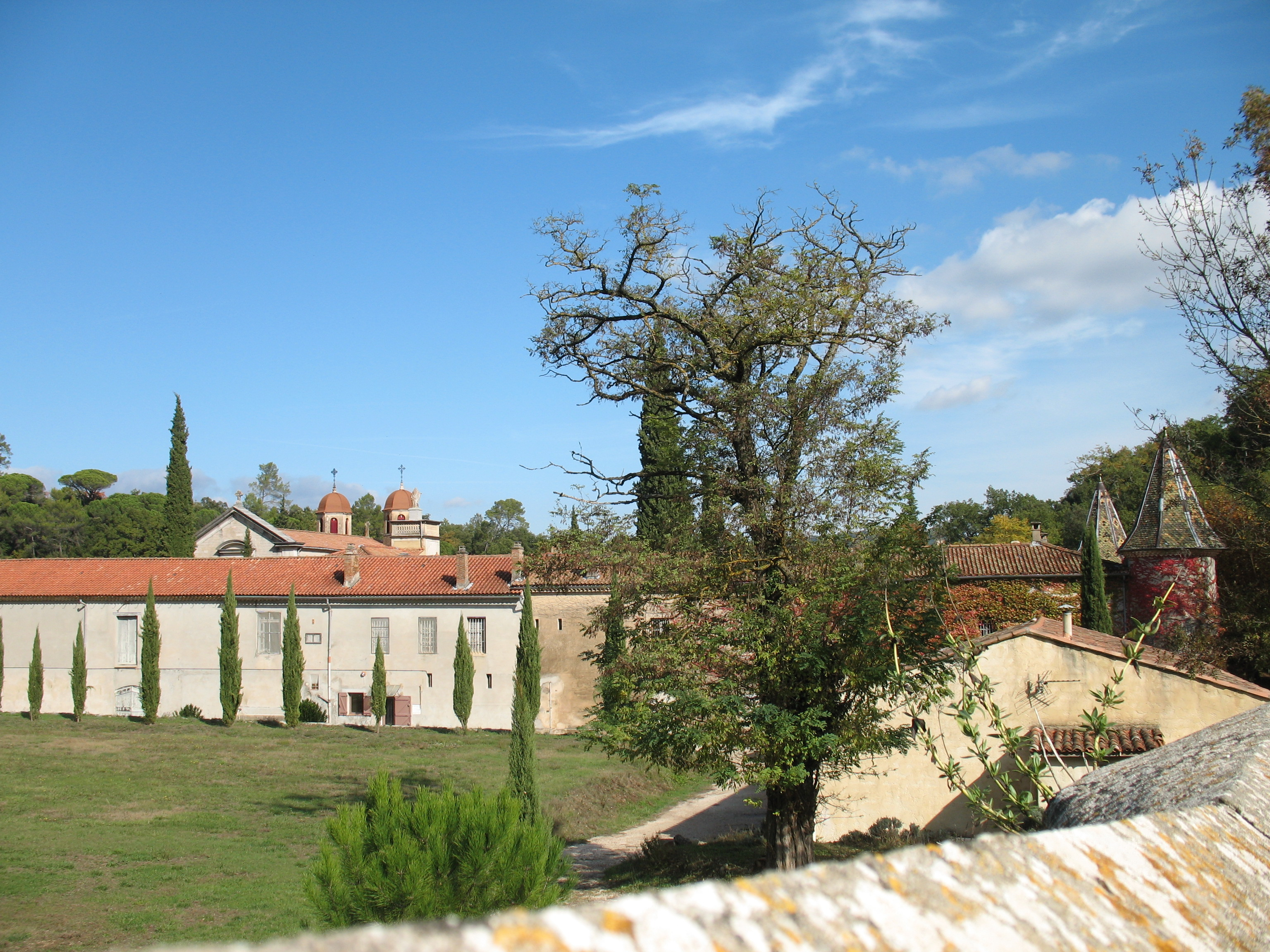
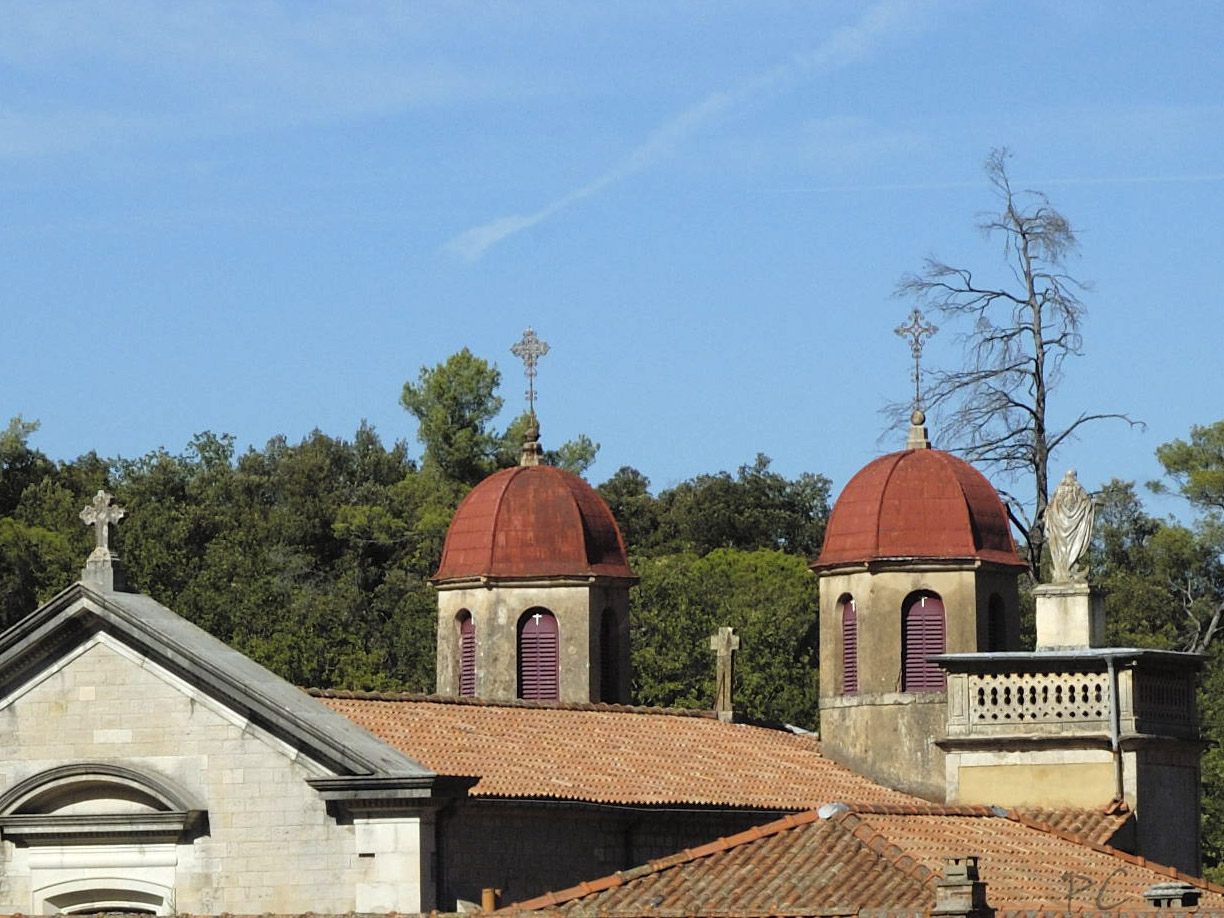
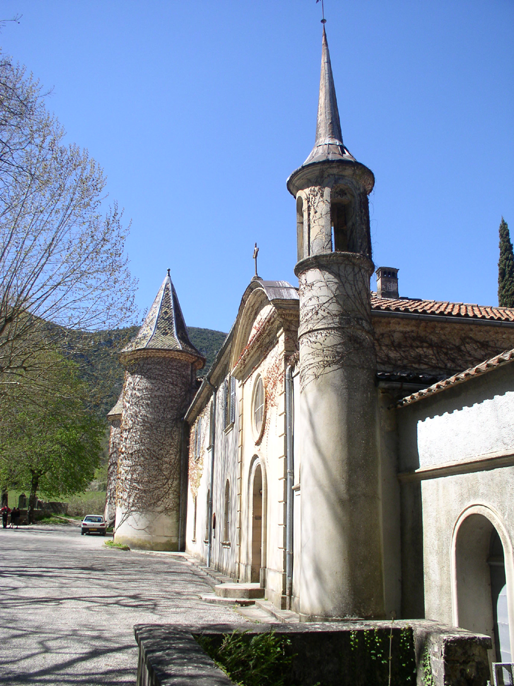
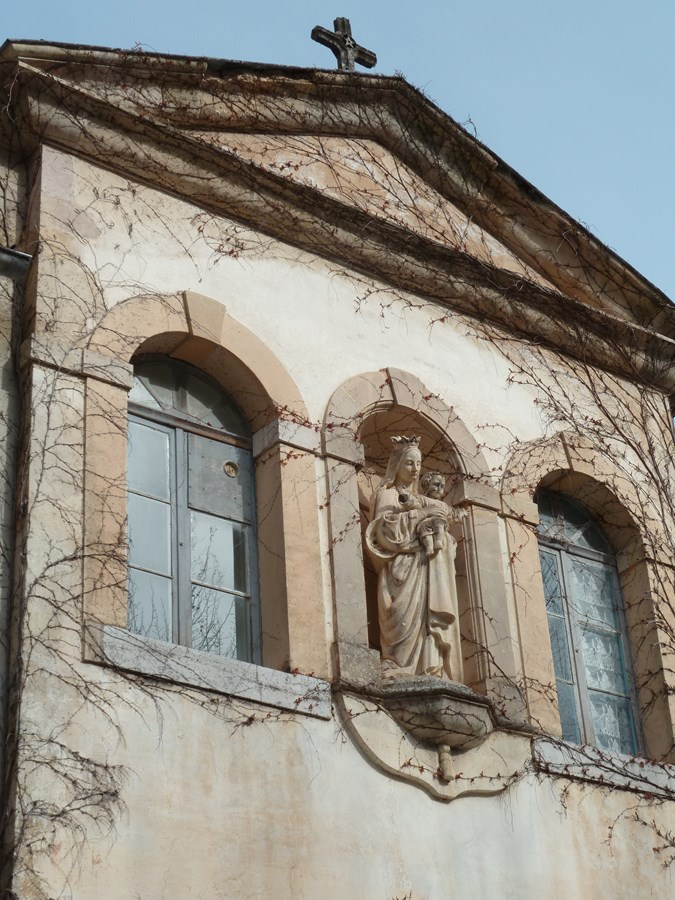
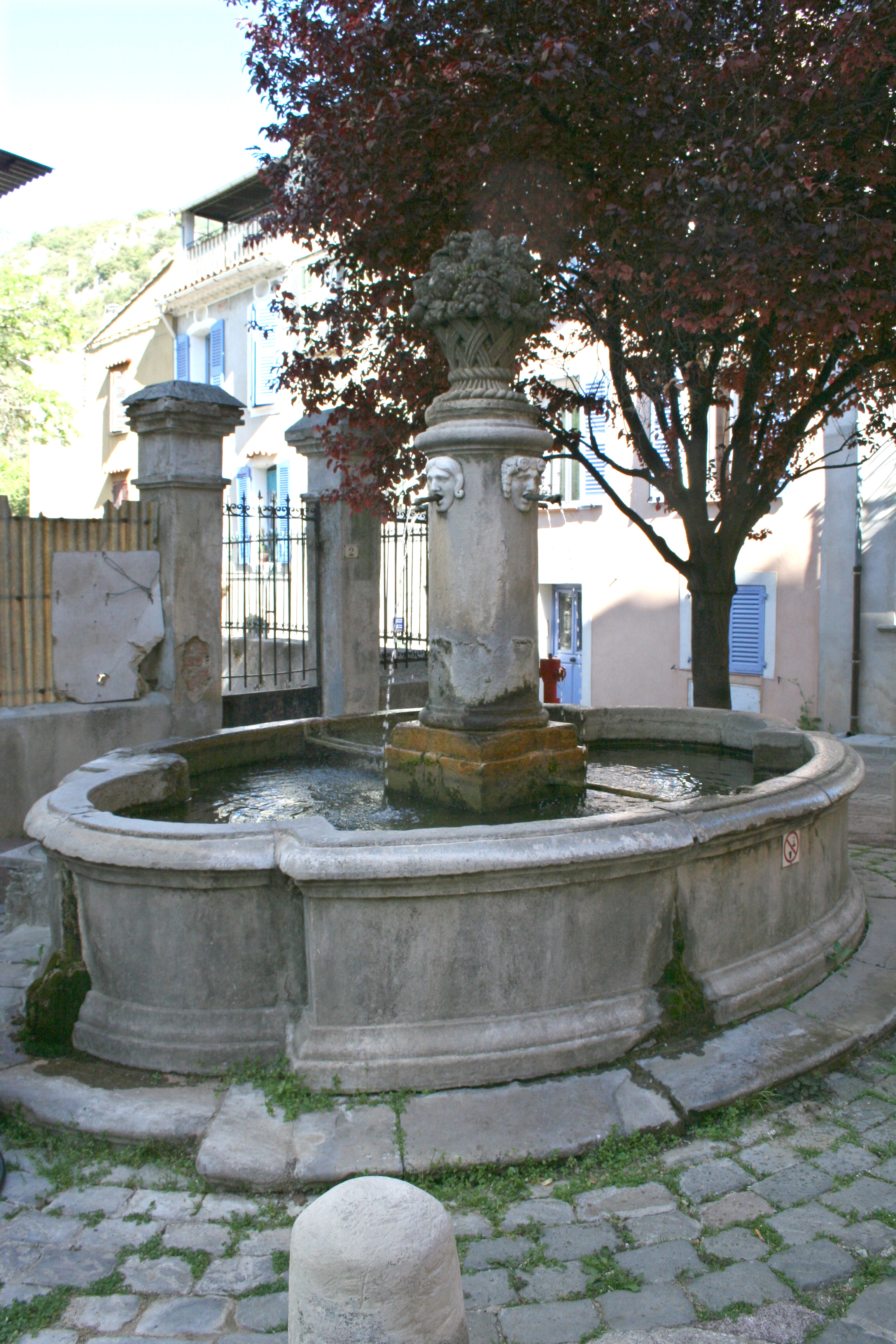

1. ↑  Populations de référence 2022